# Groß Mohrdorf
Groß Mohrdorf település Németországban, Mecklenburg-Elő-Pomeránia tartományban. Lakosainak száma 747 fő (2023. december 31.).

## Népesség
A település népességének változása:
| Lakosok száma | 753  | 739  | 767  | 755  | 747  |
|               | 2017 | 2019 | 2021 | 2022 | 2023 |